# Pour Milon
Sauf précision contraire, les dates de cet article sont sous-entendues « avant l'ère commune » (AEC), c'est-à-dire « avant Jésus-Christ ».
Pour Milon (en latin Pro Milone) est une plaidoirie de Cicéron (52 av. J.-C.) en faveur de Milon, accusé de l'assassinat de Publius Clodius Pulcher. Bien que Cicéron perdît le procès, son discours (une réécriture de celui-ci)  n'en reste pas moins un modèle d'équilibre et d'habileté. Le texte en était d'ailleurs déjà étudié dans les écoles du vivant de l'auteur.

## Les circonstances
Voir surtout l'article Publius Clodius Pulcher pour sa biographie complète.

### Les élections de 53 av. J.-C.
L'année 53 av. J.-C., époque rongée par la corruption et l'anarchie, s'ouvrait sans préteurs ni consuls. Clodius, réputé aussi corrompu que corrupteur, briguait la préture pour 52 et Milon le consulat, avec l'appui occulte du Sénat, ce dernier étant soucieux d'écarter Pompée, soupçonné d'aspirer à la dictature. Nommé édile, Clodius « soutint » les adversaires de Milon, accusa les partisans de ce dernier de violence publique et dispersa les comices par la violence. La tension politico-sociale étant énorme, les élections furent annulées sine die.

### L'affrontement Via Appia (52 av. J.-C.)
C'est dans ce contexte que ce qui aurait dû rester un incident, prit une tournure dramatique. 
Le 18 janvier 52 av. J.-C., Milon allait à Lanuvium, dont il était le premier magistrat (dictateur), pour désigner un prêtre (un flamine). Après Bovillae, vers 14 heures, il rencontra Clodius qui revenait d'Aricia, où il était allé demander un prêt aux décurions (magistrats municipaux responsables de la rentrée de l'impôt). Du fait des tensions politiques, leurs suites respectives en vinrent aux mains. Celle de Clodius était mieux armée mais nettement moins nombreuse que celle de Milon, composée de nombreux esclaves armées de glaives. Durant les affrontements, Clodius fut blessé à l'épaule et mis à l'abri dans une caupona. 
Averti, Milon prend la décision d'achever ce crime à demi perpétré dont il serait immanquablement accusé d'être l'instigateur. Sur son ordre, ses gens prennent l'auberge d'assaut, exfiltrent Clodius et le massacrent.

### Après le meurtre
Son cadavre fut abandonné sur la route car ses esclaves avaient été tués, blessés ou avaient fui. 
Le hasard voulut que le sénateur Sex. Tedius, qui revenait de sa campagne, passa exactement après. Il fit transporter le corps à Rome dans sa litière jusque dans sa maison. Sa femme Fulvia se répandit en lamentations, la foule accourut. Elle transporta le corps dans la curie (poussés par le greffier Sex. Clodius). Ils y dressent un bûcher de fortune et brûlèrent à la fois le cadavre et l'édifice, ainsi que la basilica Porcia voisine. Alarmé, le sénat nomma Marcus Aemilius Lepidus interroi (magistrat qui, durant la vacance des magistratures, dirigeait l'État pendant 5 jours) mais se méfia de Pompée, qui, débarrassé de Crassus depuis 53, aspirait à la dictature. Le Sénat lui préféra donc une direction collective et accorda par senatus-consulte les pleins pouvoirs conjointement à l'interroi  et aux tribuns et dévolut à Pompée le maintien de l'ordre — élégant moyen de le neutraliser.

## Le procès

### Un tribunal spécial
Les partisans de Clodius (les clodiani) excitent l'animosité du peuple contre Milon et son défenseur Cicéron. Le Sénat nomme Pompée consul sans collègue pour l'année 52, afin de calmer les désordres. Trois jours après son entrée en fonction, il promulgue deux lois, une de ambitu, l'autre de vi avec instauration d'un tribunal spécial :
- Le président de tribunal (quaesitor) doit être un consulaire (ancien consul).
- La liste des jurés (album judicum, 360 membres choisis parmi les sénateurs et les chevaliers) est dressée par le consul lui-même.
- La durée des débats est limitée à 5 jours: jour 1- ouverture du procès et interrogatoire des esclaves sous la torture, jours 2 à 4- auditions des témoins, jour 5- plaidoiries (2 heures pour l'accusation, 3 heures pour la défense)
- Une seule sanction : la peine capitale (toujours commuée en exil pour les citoyens romains)

### Les débats
Trois accusations pèsent contre Milone : de vi (de violence), de ambitu (de brigue), de sodaliciis (d'organisation de bandes visant à empêcher les élections). Fut élu quaesitor de vi Lucius Domitius Ahenobarbus (consul en 54). Les esclaves de Milon ne purent être interrogés car ils avaient été affranchis. Dès le premier jour (4 avril), les débats furent chahutés. Pompée fit garder le forum et les temples environnants par la troupe. Le 8, Pompée vint s'asseoir à l'aerarium (trésor public, situé dans le temple de Saturne, sur un podium de 6 m de haut), entouré d'une garde d'élite. Lorsque Cicéron se leva, la populace couvrit ses paroles et le grand orateur fut déconcerté. Sa plaidoirie fut médiocre et Milon condamné par 38 voix contre 13. Milon choisit Marseille comme lieu d'exil et y resta jusqu'en 48.

## Structure du discours
Le jour du procès, impressionné par l'ambiance fort tendue du tribunal, Cicéron n'a prononcé en tremblant qu'une argumentation maladroite et rapidement expédiée. La version disponible aujourd'hui est celle qu'il a retravaillée après le procès, et non ce qu'il a prononcé.
- Exorde : malgré les conditions exceptionnelles du procès, Cicéron est confiant en la conscience des juges. Sa ligne de défense : affirmer la légitime défense en prouvant que Clodius, la victime, était l'agresseur.
- Réfutation préliminaire : certes, Milon se reconnaît coupable. Mais il est des cas où le meurtre est légitime. Le tribunal doit décider qui, de Clodius ou de Milon, voulait tuer l'autre.
- Narration : Clodius a montré son aptitude à organiser la violence armée lors de sa campagne électorale ; la bagarre de la voie appienne s'est déroulée de telle sorte que les faits excluent d'eux-mêmes toute préméditation de Milon : le récit qu'en donne Cicéron ne laisse, du moins, aucun doute...
- Confirmation, en deux temps :

1. de causa, examen des vraisemblances : c'est à Clodius que l'échauffourée aurait le plus profité, c'est donc lui l'agresseur. De plus, les circonstances de la rencontre sur la voie appienne étaient très favorables à Clodius, s'il avait cherché à "supprimer" Milon. C'est bien Clodius qui a monté un guet-apens. L'innocence de Milon ? On en a la preuve par son attitude confiante et très digne après le meurtre.
2. extra causam, examen de l'équité : quand bien même Milon serait coupable, il faudrait l'acquitter, voire le récompenser, car il a débarrassé Rome d'un fléau. Les Grecs savaient témoigner leur gratitude aux tyrannicides ! Milon, en tuant Clodius, a été l'instrument de la Providence divine : la mort de Clodius, c'est la punition de ses crimes.

- Péroraison : puisque Milon, dans sa grande dignité, se refuse à implorer la compassion des juges, Cicéron, son avocat, le fera à sa place. Qu'ils imaginent seulement le départ pour l'exil de son client, s'ils le condamnaient ! Puni par ceux qu'il a sauvés ! Il n'en garderait pas moins toute la gloire que méritent les services éclatants rendus à la République. Les larmes aux yeux (dit-il), Cicéron va jusqu'à promettre qu'il suivra Milon en exil s'il est condamné, et lance un vibrant appel à la justice.

Milon fut exilé. Cicéron resta à Rome.